# Laia Viñas Abadie
Laia Viñas Abadie (Xerta, Baix Ebre, 1997) és una escriptora i periodista catalana. Graduada en periodisme per la Universitat Autònoma de Barcelona, va completar els seus estudis a Radiofònics. Ha col·laborat amb mitjans com Ser Catalunya, COPE Barcelona i Ràdio Nacional d'Espanya.
El novembre de 2020 va guanyar ex aequo el Premi Documenta 2020 de narrativa catalana amb la novel·la Les closques. El jurat, format per Pau Vidal, Marina Espasa, Albert Forns, Eric del Arco i Eugènia Broggi, va destacar «la maduresa literària i la complexitat narrativa, sorprenents en una escriptora tan jove, l'elaboració estilística i la boníssima construcció dels personatges, així com l'ambició i la qualitat de la llengua».